# 峻翁令山
峻翁 令山（しゅんのう れいざん、興国5年/康永3年7月17日（1344年8月25日） - 応永15年3月6日（1408年4月2日））は南北朝時代の臨済宗の僧侶。

## 略歴
武蔵国秩父郡に生まれる。25歳の時、甲斐国塩山の向嶽庵（山梨県甲州市塩山上於曽）開山の抜隊得勝（ばっすいとくしょう）に師事し、至徳4年（1387年）にその印可を受け、通方明道に継ぐ3世住職となった。明徳元年（1390年）には東京都八王子市の広園寺、埼玉県深谷市の国済寺を創建し、広園寺を本寺とした。弟子に虎渓道龍があり、広済寺（山梨県笛吹市八代町奈良原）を創建し峻翁を開祖と位置づけている。
山梨県富士吉田市下吉田の月江寺には肖像が所蔵されている。